# Hans Walter
Hans Walter (9 de agosto de 1889-14 de enero de 1967) fue un deportista suizo que compitió en remo.
Participó en dos Juegos Olímpicos de Verano en los años 1920 y 1924, obteniendo tres medallas, oro en Amberes 1920 y oro y bronce en París 1924. Ganó nueve medallas en el Campeonato Europeo de Remo entre los años 1911 y 1920.

## Palmarés internacional
| Juegos Olímpicos   | Juegos Olímpicos  | Juegos Olímpicos  | Juegos Olímpicos   |
| Año                | Lugar             | Medalla           | Prueba             |
| ------------------ | ----------------- | ----------------- | ------------------ |
| 1920               | Amberes (Bélgica) | Medalla de oro    | Cuatro con timonel |
| 1924               | París (Francia)   | Medalla de oro    | Cuatro con timonel |
| 1924               | París (Francia)   | Medalla de bronce | Cuatro sin timonel |
| Campeonato Europeo |                   |                   |                    |
| Año                | Lugar             | Medalla           | Prueba             |
| 1911               | Como (Italia)     | Medalla de oro    | Cuatro con timonel |
| 1911               | Como (Italia)     | Medalla de plata  | Ocho con timonel   |
| 1912               | Ginebra (Suiza)   | Medalla de oro    | Cuatro con timonel |
| 1912               | Ginebra (Suiza)   | Medalla de oro    | Ocho con timonel   |
| 1912               | Ginebra (Suiza)   | Medalla de plata  | Doble scull        |
| 1913               | Gante (Bélgica)   | Medalla de oro    | Cuatro con timonel |
| 1913               | Gante (Bélgica)   | Medalla de plata  | Ocho con timonel   |
| 1920               | Mâcon (Francia)   | Medalla de oro    | Cuatro con timonel |
| 1920               | Mâcon (Francia)   | Medalla de oro    | Ocho con timonel   |